# Hans Rösch
Hans Rösch (ur. 24 grudnia 1914 w Monachium, data śmierci nieznana) – niemiecki bobsleista, czterokrotny medalista mistrzostw świata.

## Kariera
Największy sukces w karierze Rösch osiągnął w 1958 roku, kiedy wspólnie z Alfredem Hammerem, Theodorem Bauerem i Walterem Hallerem zwyciężył w czwórkach podczas mistrzostw świata w Garmisch-Partenkirchen. W tej samej konkurencji zdobył także srebro na mistrzostwach świata w Cortinie d’Ampezzo w 1960 roku i rozgrywanych sześć lat później mistrzostw świata w tej samej miejscowości. Ponadto na mistrzostwach świata w Garmisch-Partenkirchen w 1953 roku zajął trzecie miejsce w czwórkach. W 1956 roku wystartował na igrzyskach olimpijskich w Cortinie d’Ampezzo, zajmując dziewiąte miejsce w dwójkach i szóste w czwórkach.